# Rio Ciurita
O Rio Ciurita é um rio da Romênia, afluente do Sălăuţa, localizado no distrito de Bistriţa-Năsăud.